# Chauliognathus pensylvanicus
Chauliognathus pensylvanicus (of Chauliognathus pennsylvanicus) is een keversoort uit de familie soldaatjes (Cantharidae). De wetenschappelijke naam van de soort werd in 1774 gepubliceerd door DeGeer.